# بنبان بيضوي
بنبان بيضوي (الاسم العلمي: Trachinotus ovatus) (بالإنجليزية: Pompano)‏ هو نوع من الأسماك يتبع جنس البنبان من فصيلة الشيميات.